# Theaterfreiheit
Theaterfreiheit ist ein Begriff, der vor allem im späten 18. und im 19. Jahrhundert eine Rolle spielte, als das Theater der hauptsächliche und oft einzige Ort war, an dem öffentliche Versammlungen gestattet waren. Er hat also mit Versammlungsfreiheit und Gewerbefreiheit auf den Gebieten der Unterhaltung und Bildung zu tun. – Im weitesten Sinn versteht man unter Theaterfreiheit auch die Freiheit der öffentlichen Äußerung auf dem Theater, die anlässlich von Theaterskandalen diskutiert wird.
Theaterneugründungen waren aus Angst vor politischer Agitation, und um die Privilegien der höfischen und städtischen Theater zu schützen, mit strengen Auflagen verbunden. Eine Zensur wachte aufmerksam über die Vorgänge auf der Bühne. Die Forderung nach Theaterfreiheit steht im Zusammenhang mit der bürgerlichen Emanzipation und mit der Urbanisierung im 19. Jahrhundert, die einen gesteigerten Bedarf nach Unterhaltung mit sich brachte.
Im engeren Sinn bezieht sich der Ausdruck auf die Pariser Theaterfreiheit (liberté des théâtres) von 1791 in der Folge der Französischen Revolution, als die Theaterneugründungen keinen Beschränkungen mehr unterlagen und in kurzer Zeit 35 neue Theater eröffnet wurden. Diese Freiheit wurde durch das Napoleonische Theaterdekret von 1807 wiederum eingeschränkt. Durch ein kaiserliches Dekret vom 6. Januar 1864 wurde sie erneut eingeführt, was zu einer Vielzahl von Neugründungen führte.